# جان کاوچ آدامز
 جان کاوچ آدامز  (به انگلیسی: John Couch Adams) متولد پنج ژوئن سال ۱۸۱۹ میلادی، در شهر کورنوال بریتانیا به دنیا آمده است. او در دانشگاه کمبریج که در شهر کمبریج واقع است تحصیل کرد. آدامز ستاره‌شناس و ریاضی‌دان معروفی بود و توانست با انجام محاسبات پیچیده و بررسی مدار سیاره اورانوس، کشف کند که سیاره‌ای فراتر از اورانوس وجود دارد. امروزه بیشتر ستاره‌شناسان جهان بر این باورند که آدامز و اوربن ژان ژوزف لووریه به دلیل انجام چنین محاسبات پیچیده‌ای که سرانجام موجب کشف سیاره نپتون شد، کاشفان نپتون هستند. در نهایت آدامز در بیست و یک ژانویه سال ۱۸۹۲ در شهر کمبریج از دنیا رفت.